# Heilmann’sche Immobilien-Gesellschaft
Die Heilmann’sche Immobilien-Gesellschaft A.-G. war eine führende Immobilien-Gesellschaft mit Sitz in München. Sie wurde vom Bauunternehmer Jakob Heilmann, der Baufirma Heilmann & Littmann sowie 6 weiteren Personen gegründet und am 14. April 1897 in das Handelsregister des königlichen Landgerichts München I eingetragen. Vorstandsvorsitzender war zunächst Jakob Heilmann, ab 1901 sein Mitarbeiter Rudolf Rosa.
Ab 1899 notierten ihre Aktien an der Börse in München und ab 1905 an der Börse in Berlin. Um die Zeit von Jakob Heilmanns Tod am 15. Februar 1927 erfolgte aufgrund von Liquiditätsengpässen eine Bündelung der Unternehmen des Heilmann-Konzerns: Die Heilmann’sche Immobilien-Gesellschaft AG erhöhte das Aktienkapital, änderte ihren Namen in Heilmann & Littmann Bau- und Immobilien-Gesellschaft A.-G. und nahm durch Fusion die Baugeschäfte Heilmann & Littmann G.m.b.H. in München, Nürnberg und Berlin sowie sechs Terrain-Gesellschaften und die Tiefbau- und Eisenbetongesellschaft m.b.H. München auf. Das Unternehmen fusionierte 1980 mit Sager & Woerner zur Heilit+Woerner Bau-AG und ging 2000 schließlich in der mittlerweile insolventen Walter Bau AG auf.
Bedeutende Projekte des Unternehmens waren:
- die Villenkolonie Nymphenburg
- die Villenkolonie Bogenhausen südlich der Sternwarte
- die Villenkolonie Prinz-Ludwigs-Höhe
- die Villenkolonie Solln
- die Villenkolonie Pullach
- die Gartenstadt Ebenhausen
- die Isarhöhe Icking
- die Gartenstadt Harlaching
- die Villenkolonie Menterschwaige
- die Villenkolonie Geiselgasteig
- die Villenkolonie am Höhenberg in Feldafing